# Canton de Wulan-Butong
Le canton de Wulan-Butong (chinois : 乌兰布统乡 ; pinyin : wūlán bùtǒng xiāng, translittération du mongol : ᠤᠯᠠᠭᠠᠨ
ᠪᠤᠲᠤᠩ, cyrillique : Улаанбутан, MNS : Ulaanbutan, littéralement : jarre (de vin), rouge), autrefois traduit en Oulan-Boutong (chinois : 乌兰布通 ; pinyin : wūlán bùtōng) est un canton (乡) de la bannière de Hexigten, ville-préfecture de Chifeng, en Mongolie-Intérieure, au Nord de la république populaire de Chine.

## Histoire

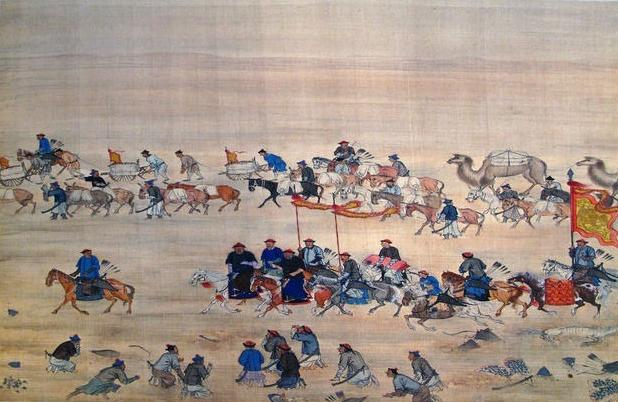
Illustration de la bataille d'Oulan Boutoung.

En 1690 s'y déroule la bataille d'Oulan Boutoung, où les troupes de l'Empereur Kangxi alliées aux Mongols Khalkhas repoussent les troupes mongoles du khanat dzoungar sous le règne de Galdan Boshugtu Khan.